# Альф (рыцарь)
Альф — согласно преданию, рыцарь Тевтонского ордена, который в 1360 году помог литовскому князю Кейстуту бежать из замковой тюрьмы Мариенбурга, в которую тот был заточён великим магистром Ордена Винрихом фон Книпроде.
Альф был назначен сторожем князя. По происхождению он был литвином, ещё в детстве был пленён крестоносцами и крещён под именем Адольф, а по-простому его звали Альфом. Кейстут нашёл в одной стене выемку в 2/3 толщины стены. Князь склонил Альфа на свою сторону, получил от него необходимые инструменты, с помощью которых смог проломать стену. Ночью Кейстут и Альф выбрались через пролом и пересекли ров. Князь оделся в одежду крестоносцев и не узнанным вместе с Альфом добрался до леса. Днём беглецы прятались в болотах, двигаясь ночью. Таким образом, им удалось добраться до Мазовии.
Дальнейшая судьба Альфа неизвестна. Немецкие хронисты не знали об Альфе и его помощи князю, в связи с этим бегство Кейстута в них представляется чудом. Так, в одном источнике сказано, что Кейстут «чудесным образом исчез»; в другом — «это было чудо, что он смог выбраться оттуда, так как все ворота перед ним были заперты».

## В литературе
Альф является одним из героев поэмы Адама Мицкевича «Конрад Валленрод» (1828). Также Альф — один из главных героев исторического романа Нестора Кукольника «Альф и Альдона», изданного в 1842 году.
Бегству Кейстута из заточения в Мариенбурге посвятил своё стихотворение поэт и этнограф Ян Чечот (одно из стихотворений сборника «Spiewki o dawnych litwinach do roku 1434»).